# Континентальный Китай

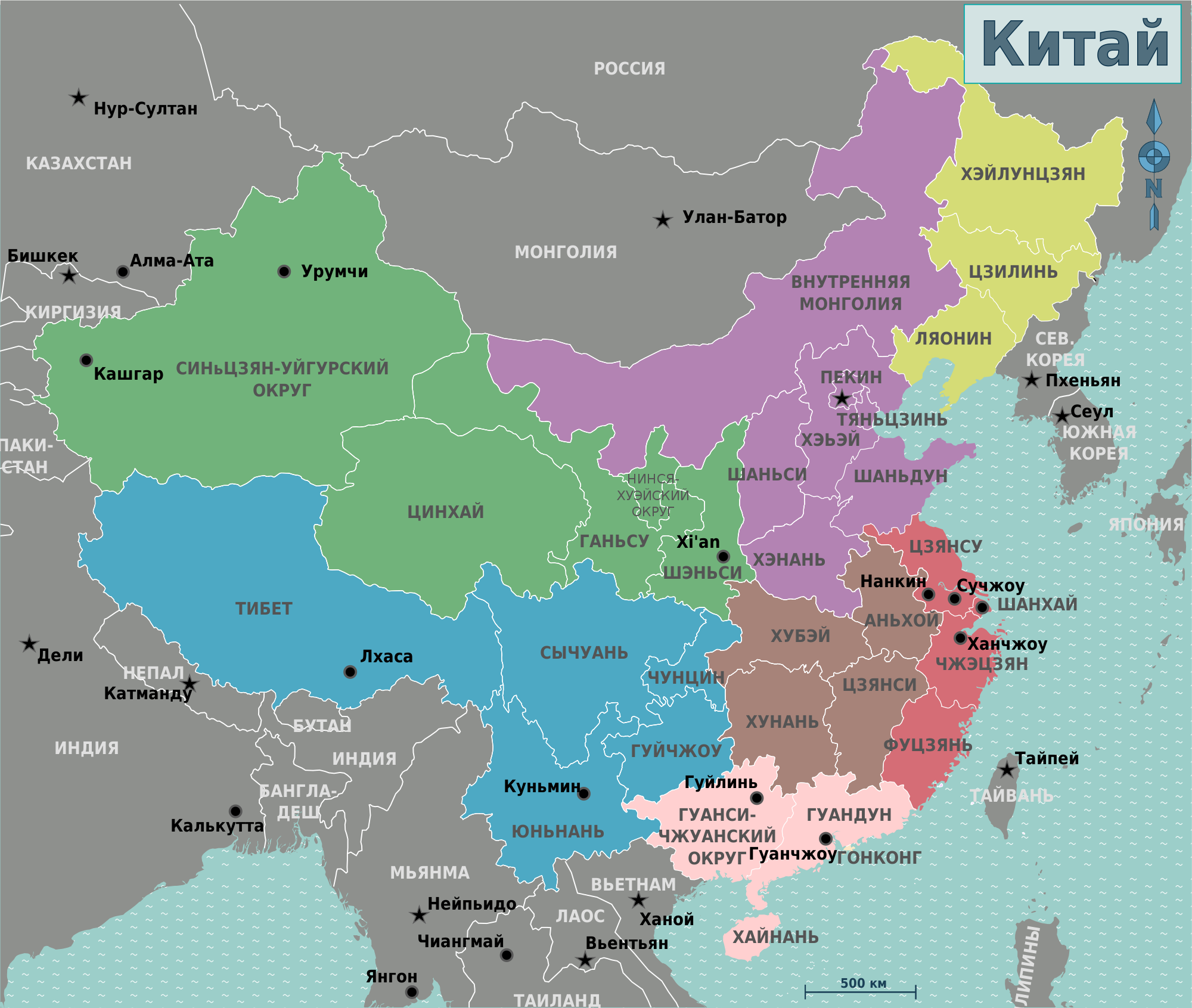
Политическая карта Китая

Континентальный (Материковый) Китай (кит. упр. 中国大陆, пиньинь Zhōngguó dàlù, англ. Mainland China, порт. China continental) — территория Китайской Народной Республики за исключением специальных административных районов Гонконга и Макао. Также в неё не включается территория номинальной провинции Тайвань.
При другом определении континентальный Китай — это Китай без территорий, подконтрольных Китайской республике. Гонконг, Макао, спорные территории могут как включаться, так и не включаться в континентальный Китай. С чисто географической точки зрения континентальный Китай должен относиться к сухопутной части Китая, исключая все острова. Однако термин, в первую очередь, является геополитическим; часто используется, чтобы не упоминать напрямую политический статус КНР, территории Тайваня и другие спорные вопросы.
В 1930-х годах, во время японо-китайской войны, материковый Китай был частично оккупирован японцами. После победы Коммунистической партии в гражданской войне и отступления сил Гоминьдана на остров Тайвань обе стороны продолжали считать и материк, и остров территорией Китая, и «континентальным Китаем» стали называть основную территорию Китая, который с 1949 года официально называется Китайская Народная Республика.
После перехода под юрисдикцию КНР в 1997 году Гонконга и в 1999 году Макао, они приобрели статус специальных административных районов в рамках политики «Одна страна, две системы», получив экономическую и политическую автономию. Поэтому термин «континентальный Китай» их по-прежнему не включает.